# Baba Njie
Momodou Bello N'Jie genannt Baba Njie (* 13. November 1969 in Gambia) ist ein Leichtathlet aus dem westafrikanischen Staat Gambia, der sich auf die Strecken 800 Meter, 1500 Meter sowie den Marathonlauf spezialisiert hat. Seit 1993 hält er den nationalen Rekord im Marathon. Er nahm an zwei Olympischen Spielen teil.

## Olympia 1988
Baba Njie nahm bei den Olympischen Sommerspielen 1988 in Seoul an einem Wettbewerb teil:
- Im 800-Meter-Lauf war er in der ersten Runde der fünften Gruppe zugeteilt. Njie wurde Siebter mit 1:55,57 Minuten und konnte sich nicht weiter qualifizieren.

## Olympia 1992
Baba Njie nahm bei den Olympischen Sommerspielen 1992 in Barcelona an zwei Wettbewerben teil:
- Im 800-Meter-Lauf sollte er in der fünften Gruppe der ersten Runde starten. Da er aber nicht anwesend war, konnte er sich nicht qualifizieren.
- Im 1500-Meter-Lauf verpasste er durch ein Versehen der Organisatoren den Vorlauf und wurde als zusätzlicher Starter für das Halbfinale zugelassen. Im Halbfinale erreichte er mit 4:13,53 Minuten den 13. Platz und schied aus.

## Persönliche Bestzeiten
- 800 Meter: 1:53,4 (1987)
- 1500 Meter: 3:54,0 (1986)
- Marathonlauf: 2:23:10 (12. Dezember 1993, Banjul)